# Hellesens
Hellesens er et dansk firma, grundlagt i 1887. Firmaet opfandt tørelementet.
Wilhelm Hellesen (1836 – 1892) var opfinderen af batteriet og Hans Valdemar Ludvigsen (1861 – 1939) var finansmanden, som var medstifter af batterifabrikken Hellesens.
Hellesens batteriet fik med det samme en enorm succes, og allerede i 1890'erne eksporterede man til 50 lande og havde licensfabrikker i Wien, London og Berlin.
Firmaet solgte også batteriradioer med radiorør under mærket Hellesens. Disse kunne anvendes, hvor der ikke var indlagt elektricitet eller som transportable modtagere, før transistorradioen blev opfundet. Specielle anodebatterier kunne levere den høje spænding, der ofte var nødvendig. 
Wilhelm Hellesen nåede ikke selv at opleve den succes, hans batterier fik.
Firmaets logo – tigeren – blev tegnet af Gunnar Biilmann Petersen i 1939.
Dagens batterier er udviklet på grundlag af Hellesens opfindelse. 
- 1959 køber Store Nord virksomheden.
- 1972 bygges fabrikken i Thisted på Tigervej.
- 1980 Fabrikken i Thisted starter produktion af alkaliske 9 volts batterier
- 1986 blev Hellesens salgsafdelinger i Danmark, Norge og Sverige samt retten til at bruge navnet Hellesens og tigerbomærket solgt til Duracell.
- 1987 batterifabrikken i Køge lukker.
- 1987 Batterifabrikken i Thisted skifter navn til GN Alkaline Batteries A/S
- 1988 Firmaet indgår joint venture aftale med Sylva Industries i Hongkong (datteselskab af Gold Peak Group) om at fabrikken i Thisted leverer know-how til produktion af et 9 volts batteri.
- 1992 GN (Store Nord) sælger sine aktier i Thistedfabrikken til Gold peak Industries.
- 2004 batteriproduktionen i fabrikken i Thisted lukker, alle maskiner og produktionsbånd sendes til Singapore.